# Газзаев, Руслан Юрьевич
Русла́н Ю́рьевич Газза́ев (14 апреля 1991, Владикавказ) — российский футболист, выступавший на позиции полузащитника.

## Карьера
На юношеском уровне выступал за младшие команды «КАМАЗа» в тот период, когда командой руководил его отец Юрий Газзаев, но за основную команду так и не сыграл. В 2010 году вслед за своим отцом перешёл в «Крылья Советов», где сыграл 10 матчей за команду-участницу молодёжного первенства и во время летнего перерыва покинул команду. В сентябре 2010 года сыграл один матч во втором дивизионе за «Таганрог», выйдя на замену на 90-й минуте в гостевом матче против «Беслана-ФАЮРа» (1:2).
В 2011 году перешёл в латвийский клуб «Юрмала-VV». Дебютный матч за команду провёл в Кубке Латвии 30 марта 2011 года против лиепайского «Металлурга», выйдя на замену на 113-й минуте вместо Владимира Мельника. В высшей лиге Латвии первый матч сыграл 8 мая 2011 года против «Сконто», выйдя на замену на 74-й минуте вместо Гатиса Калныньша. Всего в латвийской команде принял участие в четырёх матчах чемпионата и одной игре кубка страны.
Летом 2012 года подписал контракт на два года с ярославским «Шинником», который возглавлял его отец, однако за «Шинник» не сыграл ни одного матча и в конце 2012 года проследовал за отцом в Астрахань, в весенней части сезона-2012/13 играл за команду «Волгарь-Астрахань», а с июля присоединился к «Волгарю». В сезоне 2013/14 стал победителем зонального турнира Первенства ПФЛ. В сезоне 2015/16 участвовал в матчах плей-офф за выход в премьер-лигу, однако его команда уступила «Анжи».
В летне-осенней части сезона-2018/19 играл за владикавказский «Спартак». В июле 2019 года стал игроком любительского клуба «Кубань Холдинг» из станицы Павловской, в составе команды дебютировал 10 июля в матче 1/4 финала кубка Краснодарского края, а 20 июля того же года впервые сыграл за павловчан в кубке России сезона 2019/20. В конце того же года завершил карьеру.

## Личная жизнь
В 2017 году женился. Супруга Анастасия.